# 5461 Autumn
5461 Autumn este un asteroid din centura principală de asteroizi.

## Descriere
5461 Autumn este un asteroid din centura principală de asteroizi. A fost descoperit pe 18 aprilie 1983 la Stația Anderson Mesa de Norman G. Thomas. El prezintă o orbită caracterizată de o semiaxă mare de 3,15 ua, o excentricitate de 0,15 și o înclinație de 12,9° în raport cu ecliptica.